# Kriegeriella
Kriegeriella is een geslacht van schimmels behorend tot de familie Pleosporaceae. De typesoort is Kriegeriella mirabilis.

## Soorten
Volgens Index Fungorum bevat het geslacht vier soorten (peildatum december 2021):
| Soortnaam                 | Auteur(s)                  | Publicatiejaar |
| ------------------------- | -------------------------- | -------------- |
| Kriegeriella mediterranea | (E. Müll.) Arx & E. Müll.  | 1975           |
| Kriegeriella minuta       | (M.E. Barr) Arx & E. Müll. | 1975           |
| Kriegeriella mirabilis    | Höhn.                      | 1918           |
| Kriegeriella transiens    | Höhn.                      | 1918           |